# Kolonia Sulimów
Kolonia Sulimów (lub Sulimów-Kolonia) – nieoficjalna kolonia wsi Sulimów w Polsce położona w województwie lubelskim, w powiecie hrubieszowskim, w gminie Dołhobyczów.
W latach 1975–1998 miejscowość położona była w województwie zamojskim.